# 151834 Mongkut
151834 Mongkut este o planetă minoră (asteroid) din centura de asteroizi. A fost descoperită pe 26 martie 2003 la Goodricke-Pigott Observatory⁠(d) de Vishnu Reddy⁠(d). 
Obiectul prezintă o orbită caracterizată de o semiaxă mare de 2,6549772780374 UAi, o excentricitate de 0,06, o înclinație de 11,5 ° în raport cu ecliptica.